# San José (departement)
San José is een departement in het zuiden van Uruguay aan de Río de la Plata. De hoofdstad van het departement is San José de Mayo.
Het departement heeft een oppervlakte van 4.992 km2 en heeft 108.309 inwoners (2011). San José is een van de, in 1828 gecreëerde, oorspronkelijke departementen.
Inwoners van San José worden maragatos genoemd in het Spaans.
De grens met de departementen Canelones en Montevideo in het (zuid)oosten wordt gevormd door de Santa Lucía. Het zuidelijkste deel van het departement wordt tot de agglomeratie van Montevideo gerekend.